# Promoschorhynchus
Promoschorhynchus es un género extinto de sinápsidos terocéfalos que existió durante el Pérmico Superior y el Triásico Inferior de Sudáfrica. A diferencia de muchos otros terocéfalos, Promoschorhynchus sobrevivió a la Extinción masiva del Pérmico-Triásico.